# کمندی برای جانگو
کمندی برای جانگو (ایتالیایی: Una lunga fila di croci) فیلمی ایتالیایی در سبک وسترن اسپاگتی به کارگردانی سرجو گارونه است که در سال ۱۹۶۹ منتشر شد. از بازیگران آن می‌توان به ویلیام برگر، نیکولتا ماکیاولی، ماریو برگا، ساندرو اسکارکیلی، ریکاردو گارونه، ماری‌آنجلا جوردانو، فرد روبسام و آنتونی استفن اشاره کرد.